# ارني فييك
ارني فييك (بالألمانية: Arne Feick)‏ (1 أبريل 1988 ببرلين في ألمانيا - ) هو لاعب كرة قدم ألماني في مركز الظهير. شارك مع منتخب ألمانيا لكرة القدم تحت 18 سنة ومنتخب ألمانيا تحت 19 سنة لكرة القدم ومنتخب ألمانيا تحت 20 سنة لكرة القدم. أما مع النوادي، فقد لعب مع أرمينيا بيليفيلد وإرتسغيبيرغه آوه وإنيرجي كوتبوس وميونخ 1860 ونادي آلن ونادي هايدنهايم.

## وصلات خارجية
- ارني فييك على موقع قاعدة بيانات كرة القدم.إي يو (الإنجليزية)
- ارني فييك على موقع بيانات كرة القدم. دي إي (الألمانية)
- ارني فييك على موقع Soccerway.com (الإنجليزية)
- ارني فييك على موقع عالم كرة القدم.نت (الإنجليزية)